# Anna Grönlund Krantz
Anna Grönlund Krantz (ur. 21 kwietnia 1971) – szwedzka polityk Ludowej Partii Liberałów, która była członkinią Riksdagu od 2002 do 2006 roku.